# Livin’ Joy
Livin’ Joy ist ein italienisches House-Projekt der Brüder Paolo und Gianni Visnadi, die auch als Mitglieder des Projekts Alex Party bekannt sind.

## Biografie
Für die 1994er Debütsingle Dreamer engagierten die Musiker und Produzenten Visnadi die Sängerin Janice Robinson. Das Lied stieg im September des Jahres zunächst auf Platz 18 der englischen Charts. Als die Single 1995 erneut veröffentlicht wurde, kletterte sie sogar auf die Spitzenposition im Vereinigten Königreich. Da kein Vertrag mit Robinson zustande kam, wurde sie für die folgenden Veröffentlichungen durch Doris Diggs aka Tameko Star ersetzt.
Im Juni 1996 gelang mit Don’t Stop Movin’ auf Platz 5 ein weiterer Top-10-Hit in England. Auch die Single Follow the Rules konnte im Oktober des Jahres auf Platz 9 an den Erfolg des Vorgängers anknüpfen. Where Can I Find Love stieg im April 1997 auf Platz 12 und Deep in You, der letzte Charthit Livin’ Joys, im darauffolgenden August auf Platz 17 der UK-Charts. Die letzte Single des Projekts, Just for the Sex of It, erschien 1998.

## Diskografie

### Alben
| Jahr | Titel             | Höchstplatzierung, Gesamtwochen, AuszeichnungChartplatzierungen (Jahr, Titel, Platzierungen, Wochen, Auszeichnungen, Anmerkungen) | Höchstplatzierung, Gesamtwochen, AuszeichnungChartplatzierungen (Jahr, Titel, Platzierungen, Wochen, Auszeichnungen, Anmerkungen) | Höchstplatzierung, Gesamtwochen, AuszeichnungChartplatzierungen (Jahr, Titel, Platzierungen, Wochen, Auszeichnungen, Anmerkungen) | Höchstplatzierung, Gesamtwochen, AuszeichnungChartplatzierungen (Jahr, Titel, Platzierungen, Wochen, Auszeichnungen, Anmerkungen) | Anmerkungen                             |
| Jahr | Titel             | DE | UK | US | IT | Anmerkungen                             |
| ---- | ----------------- | --- | --- | --- | --- | --------------------------------------- |
| 1996 | Don’t Stop Movin’ | — | UK41 (2 Wo.)UK | — | — | Erstveröffentlichung: 21. November 1996 |

### Singles
| Jahr | Titel Album                             | Höchstplatzierung, Gesamtwochen, AuszeichnungChartplatzierungen (Jahr, Titel, Album, Platzierungen, Wochen, Auszeichnungen, Anmerkungen) | Höchstplatzierung, Gesamtwochen, AuszeichnungChartplatzierungen (Jahr, Titel, Album, Platzierungen, Wochen, Auszeichnungen, Anmerkungen) | Höchstplatzierung, Gesamtwochen, AuszeichnungChartplatzierungen (Jahr, Titel, Album, Platzierungen, Wochen, Auszeichnungen, Anmerkungen) | Höchstplatzierung, Gesamtwochen, AuszeichnungChartplatzierungen (Jahr, Titel, Album, Platzierungen, Wochen, Auszeichnungen, Anmerkungen) | Anmerkungen |
| Jahr | Titel Album                             | DE | UK | US | IT | Anmerkungen |
| ---- | --------------------------------------- | --- | --- | --- | --- | --- |
| 1994 | Dreamer Don’t Stop Movin’               | DE87 (3 Wo.)DE | UK1 Platin · (32 Wo.)UK | US72 (19 Wo.)US | — | Erstveröffentlichung: 27. September 1994                                                                                     |
| 1996 | Don’t Stop Movin’                       | — | UK5 Gold · (14 Wo.)UK | US67 (20 Wo.)US | IT1 (16 Wo.)IT | Erstveröffentlichung: 3. Juni 1996                                                                                           |
| 1996 | Follow the Rules Don’t Stop Movin’      | — | UK9 (7 Wo.)UK | — | IT3 (9 Wo.)IT | |
| 1997 | Where Can I Find Love Don’t Stop Movin’ | — | UK12 (4 Wo.)UK | — | — | die Single verpasste die Top 10 der offiziellen italienischen Charts, erreichte jedoch in den M&D-Charts Platz 20 (3 Wochen) |
| 1997 | Deep in You Don’t Stop Movin’           | — | UK17 (4 Wo.)UK | — | — | Erstveröffentlichung: August 1997                                                                                            |

Weitere Singles
- 1997: Total Mix
- 1997: Megamix
- 1998: Just for the Sex of It

## Auszeichnungen für Musikverkäufe
| Goldene Schallplatte - Australien - 1996: für die Single Dreamer |

Anmerkung: Auszeichnungen in Ländern aus den Charttabellen bzw. Chartboxen sind in ebendiesen zu finden.
| Land/RegionAuszeichnungen für Musikverkäufe (Land/Region, Auszeichnungen, Verkäufe, Quellen) | Gold     | Platin  | Verkäufe  | Quellen     |
| -------------------------------------------------------------------------------------------- | -------- | ------- | --------- | ----------- |
| Australien (ARIA)                                                                            | Gold1    | —       | 35.000    | aria.com.au |
| Vereinigtes Königreich (BPI)                                                                 | Gold1    | Platin1 | 1.000.000 | bpi.co.uk   |
| Insgesamt                                                                                    | 2× Gold2 | Platin1 |           |             |